# 史密斯威森M325PD左輪手槍
史密斯威森M325PD（英語：Smith & Wesson Model 325PD）是一款由美国槍械公司史密斯威森旗下的性能中心以史密斯威森M325（史密斯威森M25的钪合金底把版本）為藍本研製及生產的6發式“N型底把”雙動操作式狩獵用途左輪手槍，發射.45 ACP、.45 Auto Rim或.45 GAP這三種.45口徑的手枪子彈。

## 概述
史密斯威森M325PD具有一根101.6毫米（4英吋）不連制退器或馬格那孔的不鏽鋼製槍管。它使用了钪合金底把和钛合金彈巢，裝上了一個霍格（英語：Hogue）公司生產的薔薇木握把（亦可改用黑色橡膠握把）。它亦採用了集光HI-VIZ红色光纖準星和可調節的V型缺口式照門。整把左輪手槍表面具有消減防眩眩光的啞光黑色外觀，以及啞光灰色的彈巢。

## 外部連結
- （英文）—Genitron.com—
  - Smith & Wesson 325PD Barrel: 2.5-in （页面存档备份，存于）
  - Smith & Wesson 325PD Barrel: 4-in （页面存档备份，存于）
- （英文）—Guns.com—Gun Review: Smith & Wesson 325PD （页面存档备份，存于）
- （英文）—Gun Nuts Media.com—Gun Nuts Reviews: Smith & Wesson 325PD （页面存档备份，存于）
- （英文）—TOPSPOT.com—Smith & Wesson Model 325PD Revolver （页面存档备份，存于）